# 魔法龍術士
《魔法龍術士》是由日本漫畫家石動鮎魔創作的日本漫畫作品。最早於創美社漫畫雜誌《COMIC Crimso》2003年5月休刊之前進行連載，單行本全4卷。
續篇《龍術士物語》（コーセルテルの竜術士物語）移至一迅社漫畫雜誌《Comic ZERO-SUM》2004年到2009年期間連載，單行本全8卷。2009年9月續篇《魔法龍術士～子龍物語～》（コーセルテルの竜術士〜子竜物語〜）於同誌進行連載，2012年曾中斷連載，於2014年連載再開，2020年正式完結，單行本全14卷。
外傳《伊樂貝克的精靈術士》（イルベックの精霊術士）連載於2013年2月（ZERO-SUM 4月号）至2014年3月（ZERO-SUM 5月号）連載，全2冊

## 劇情簡介
以有龍族、魔族、精靈以及獸人還有少數人類共同生活的空想國度─柯謝爾德為舞台，描述可以借用龍之力操作龍術，並協助培育未成年幼龍做為代價的龍術士們。
故事圍繞在非常罕見擁有7種龍術資質的青年─馬傑爾扶養7位幼龍們的日常生活。雖是以中古世界歐洲為基本架構加入劍與魔法、精靈、龍族及獸人、魔族等等的空想奇幻冒險世界，但故事本身多為描述龍術士與未成年幼龍一邊學習日常中各種事情一邊共同成長的生活點滴，內容給人如同童話故事般可愛的感覺，偶發的危機多以良善溫馨方式處理。

## 主要角色
這裡是生活在柯謝爾德的龍與龍術士、以及其他主要登場人物的解說。本作品無論是人、龍、或者是精靈平常皆以人類的姿態生活，因此全部以「～人」作為計數的單位。聲優部分為廣播劇中為角色配音的聲優。

### 馬傑爾家
馬傑爾（聲優：宮田幸季）
本作的主角，仲冬出生於夷洱·雷涅斯精靈術士國（イル．レネイス精霊術士国），由於母親身體虛弱，父親也早在出生前便亡故，因此與阿姨、舅舅們共同生活在夷洱·雷涅斯的山間小村落レイリネ村，8歲時因為村莊發生土石流全家遭到淹沒，僅只馬傑爾一人單獨存活下來；孤伶伶一人的他便決心乘坐木箱子想沿著河流而下尋找外出工作的舅舅，就在那時聽到旅月精靈伊樂貝克的指引，遇上前任風龍術士葉佳德黎娜而被帶到柯謝爾德培育成長，之後與風龍術士米流成為兄弟共同居住並學習龍術，後於16歲時正式成為龍術士。
依從千年來的規定，柯謝爾德的龍術士，每一個龍族只能有一個龍術士。原本柯謝爾德已經有七位龍術士了，但因為很平均擁有七種龍術的資質相當罕見，便被帶回來培育其成為第八位龍術士。馬傑爾是龍都毀滅事件後三千年來，第一位擁有七種龍術資質與具備月之資質的龍術士，因此被推崇為能培育出龍王的「龍王的龍術士」。也由於在柯謝爾德享有此等聲譽，初接龍術士之職時，龍之鄉的眾龍爭相推選龍蛋過來想讓幼龍爭取「龍王的龍術士」的輔佐龍一席地位，因此變成同時培育七隻龍的忙碌生活。雖然眾人覺得這樣太過勉強，本人對此卻毫不為意。溫柔穩重、加上喜歡幼龍的個性，以及能妥善運用七種龍術化解種種事件被公認為「柯謝爾德最強的龍術士」。
除了法術全能外，對於家事及烹調等等雜事也相當上手，惟獨縫紉一事不太熟練。總是溫柔體貼的幫助所有人，失去家人害怕寂寞的馬傑爾非常疼愛幼龍們，凡事將幼龍的考量放在第一位，對於自身之事較不在意。當有人想傷害幼龍們時才會看到他失去理性、勃然大怒的一面。
雖然被稱為「龍王的龍術士」，但本人從沒用過這稱號，也毫無強大的野心，唯一的心願只有培育好視為家人的幼龍們。曾對木龍庫魯亞說出「不會在柯謝爾德終老，將來總有一天要外出去尋找唯一的親人舅舅」。
那達（聲優：下野紘）
暗龍；馬傑爾的第一號龍。沉默寡言，幾乎沒有表情，講話時只用最低限度的文字。他是暗龍族離開龍都時遺留下來的最後一個龍蛋，由於在蛋中待了將近千年的緣故，使得他的精神年齡比其他幼龍來得高許多。所有事情均以馬傑爾為中心思考，是會默默暴走失控的龍，但是碰到與馬傑爾無關的事情的時候，「性能」會下降很多，而會變得有點呆呆的。
在十年前與馬傑爾訂下「龍術士的約定」之後，便成為其第一號龍。
一開始想獨佔馬傑爾，但現在已經喜歡上有弟妹的生活。
沙達（聲優：竹內順子）
風龍；馬傑爾的第二號龍。淘氣頑皮，喜歡新鮮的東西與惡作劇。但是在遇到危機的時候便非常可靠，即使造成大家陷入危機的始作俑者就是自己。最近似乎已經有了一點做哥哥的自覺。與風龍家的婕恩是親姊弟。
亞達（聲優：高橋美佳子）
地龍；馬傑爾的第三號龍。個性沉穩，喜歡看書。幼年時就有能力讀懂一般大人看的龍術書。遇到緊急事態的應變能力較差，時常也無力阻止其他兄弟姊妹的胡鬧。目前的心願則是到世界各地旅行，見證書本上的真實。
瑪達（聲優：真堂圭）
水龍；馬傑爾的第四號龍。由於種族特性的關係，時常做一些白日夢，對戀愛方面則是有些早熟。似乎對冬精靈卡西（カシ）有戀愛的感情。
塔達（聲優：福圓美里）
木龍；馬傑爾的第五號龍。外觀文靜乖巧，偶爾也喜歡做一些惡作劇，但是因為很得要領所以沒被發現（雖然早就被那達跟亞達注意到了）。時常取笑那達對馬傑爾保護過度。與木精靈倫多多（ルンタッタ）是好友。
哈達（聲優：仙台惠理）
火龍；馬傑爾的第六號龍。火龍裡面少見的文靜少年。不過與其他火龍一樣怕水以及嚴重路痴。與見習火龍術士阿葛莉娜（アグリナ）關係良好，偶爾會幫她做火龍術的練習。擅長溫度調節以及精細的工作，為了學習陶藝以及琉璃工藝而時常到火龍家練習。
卡達（聲優：仲西環）
光龍；馬傑爾的第七號龍。愛哭的努力家。對於「做哥哥」這件事有相當程度的執著。由於對光敏感的種族特性之故，通常是全家最早起床的。最近的興趣是圖畫日記。

### 地龍家
藍巴爾斯（聲優：高塚正也）
地龍術士，初秋誕生於嘉爾海茲帝國（カルヘーツ帝国）。在外界原本是盜賊團的年輕團長，之後在一名考古狂女性溫希達（也就是他後來的妻子）的闖入下，盜賊團便轉型為專對遺跡下手的盜墓集團，因此對於遺跡探勘、調查的工作相當熟悉。在妻女因病過世之後，人生失去目標的他自行翻越高山深谷來到妻子生前嚮往的柯謝爾德，本打算葬身於此，但在前地龍術士的勸誘之下成為龍術士。
本身其實是個性開朗的大叔，但是因為太過大而化之所以時常被自家的小地龍們責備。在龍術士當中最不會使用法術，可是劍術卻是八人當中第一（但是跟卡西比誰強沒人知道），不過本人卻說因為自己的劍術是無師自通，所以不適合當少年龍們的武術師傅。
由於藍巴爾斯本人對遺跡的熟悉，被指派為遺跡調查員，加上本身也有在邊境巡邏防止入侵者的工作而時常不在家，讓地龍們有點頭痛。
尤西
藍巴爾斯的一號龍及輔佐龍。年齡在目前的輔佐龍當中排名第六。黑長髮的女孩子。性格冷靜、理性又有點過度認真，在說教的時候特別有威嚴，時常令對方不由自主地立正站好乖乖挨罵。對藍巴爾斯有戀愛的情愫，也很理解對方本身至今仍無法忘記過世的妻女，所以目前仍然暫時滿足於現在這種「一家人」的關係。興趣是讀書和製作手抄本。害怕的東西是某種黑色的蟲（比會啃書的蠹魚更讓她受不了）。因為龍術士藍巴爾斯不擅長家務，只好負責家務。
羅畢
藍巴爾斯的二號龍，個性認真的男孩子，未來的地龍族守衛長。目前跟暗龍族的艾麗榭正在交換日記。
黎豆
藍巴爾斯的三號龍，男性的少年龍。
庫蘭朵
藍巴爾斯的四號龍，女性幼龍。
溫希達
藍巴爾斯之妻，年紀比藍巴爾斯大3歲，出身嘉爾海茲名門的貴族千金，也是鑽研古代龍及古代精靈的古代龍學者。對於龍族及考古相當狂熱，因此在隻身前往馬德里姆溪谷考察時，嫁給當時當盜賊團長的藍巴爾斯，最後感染傳染病亡故。
維安嘉
藍巴爾斯夫婦的獨生女，長得像父親，在盜賊團間相當有人氣，藍巴爾斯提過母女皆病故。性格和父親非常相似，喜歡奇怪的惡作劇。

### 風龍家
米流（聲優：綠川光）
風龍術士，也是馬傑爾的義兄，初夏誕生於柯謝爾德，三千年來唯一的男性風龍術士(龍術士物語第38話)。外祖父是風龍（前前任風龍術士的輔佐龍），因此風龍術的資質特別強烈，可以在風龍不在的情況下使用風龍術，但是由於極度耗費體力（與使用同化術差不多）因此會盡可能的少用。個性開朗，時常帶著笑容，只是偶爾會跟馬傑爾一樣少根筋。對人的稱呼除了加迪歐和西歐利亞之外都會使用敬語。由於從小就在柯謝爾德生活，因此對於外面的世界具有相當程度的憧憬。興趣是唱歌以及使用龍術來玩。料理技術與酒量不好，喝醉時會大笑、唱歌，但是之後會一睡不醒好幾天。
名字的來源為第四代風龍王。
婕恩（聲優：〆野潤子）
米流的輔佐龍，同時也是沙達的親姊姊，非常有精神的女孩，是個很少惡作劇，也不太任性的風龍。無論是做家事或是念書都能從中找到樂趣，認為「有趣的事物都很棒」，所以她也是少數會對梅歐的陶器作品給予高評價的人之一。
名字的來源為第五代風龍王。
羅達勒庫
米流的二號龍，綁辮子的女孩子，名字的來源為第六代風龍王，但她本人其實不是很喜歡這個給男生的名字，因此周圍的人多用羅蒂（ロッティ）稱呼她。在馬傑爾成為正式的龍術士之後，便以「不依賴馬傑爾，而且不再惡作劇」為目標努力中。
葛萊士
米流的三號龍，停不下來的淘氣小男生，下一任的風龍族守衛長。最喜歡艾蕾與卡西的武術訓練。
名字的來源為被稱為絕世美女的第七代風龍王。
雷因
米流的四號龍，常與葛萊士一起的小男生。
名字的來源為第八代風龍王。
葉加德黎娜
前任風龍術士，米流及芙亞娜的母親。詳見過去的龍術士們。
芙亞娜
米流的妹妹，也是葉佳德黎娜的女兒，出生於嘉爾海茲帝國（カルヘーツ帝国）。由於外祖父是風龍，因此擁有強烈的風術資質。原本與父母親一同住在城市當中，因此不得不將自己的術資質抑制住。 之後便與米流一同來到柯謝爾德，成為見習風龍術士候補。
名字的來源為初代風龍術士。

### 水龍家
艾蕾（聲優：齋賀光希）
水龍術士，冬末誕生於夷洱·卡雷納斯王國（現為嘉爾海茲帝國（カルヘーツ帝国）的一部分），本名為阿爾謝‧艾蕾塔‧卡雷納斯(アルセ・エレッダ・カレナス)，原本為夷洱‧卡雷納斯王國的第二公主，國家滅亡後便到世界各地旅行，但不慎失足掉入河中，就這樣被沖到柯謝爾德被水獸人族救起，其後繼承水龍術士。
個性好強、嚴肅，而且凜然的外型也頗受女性的喜愛，對於嚴重的事情往往不會妥協。柯謝爾德排名第三的武術高手，因此被委託為武術訓練的師傅。對米流有好感，但是因為對方過於遲鈍而難以有所進展（艾蕾這個暱稱就是米流取的）。由於是精靈術士造成自己的國家滅亡，因此對加迪歐難以坦然面對，但最近兩人的關係似乎有轉好的跡象。所有家事都做得相當差勁，尤其料理部分更是「煮得好不好吃得看運氣」(不過偶然會因此發明令人驚奇的新菜單，例如鹹味點心)，但是相當擅長於泡茶。
力力克（聲優：代永翼）
艾蕾的一號龍，下一任的水龍族守衛長。由於龍術士本身不擅於家事，因此便練就一身的好身手。基本上算是個好人，可是時常禍從口出。由於種族特性，非常容易陷入戀愛狀態，喜歡年紀比自己大的女性，特別是地龍族的尤西；但是容易陷入戀愛的力力克本人卻完全沒發現自己也是被其他女孩追的對象……
庫菈菈
艾蕾的二號龍，喜歡做白日夢的女孩。雖然常常吐槽力力克，內心還是會認同這個笨蛋哥哥。認為柯謝爾德最佳的結婚對象是馬傑爾，而且同時也對羅畢的未來有所期待(所以在知道交換日記的事實時極為驚訝)。理想的異性是「有智慧、安靜，而且會為了自己做任何事的人」，雖然這麼說，本人卻不知為何喜歡上尼亞吉斯族的孩子王。
蘭荻
艾蕾的三號龍，綁著雙馬尾的幼龍女孩。
帝魯格
艾蕾的四號龍，安靜而且(以水龍來說相當稀有的)不任性的男孩子。

### 火龍家
伊弗洛夫（聲優：一条和矢）
火龍術士，同時也有做一些鐵匠的工作，秋末誕生於西慕王國（セーム）。跟一般火資質強烈的人一樣，是個超級大路癡。原本在故鄉與妻子一同經營打鐵舖，但是在16年前因為某個事件兩人大吵一架之後離家出走，之後就迷路走到柯謝爾德，並成為龍術士。妻子死後，與蕾麗一同將獨生女阿葛莉娜帶至柯謝爾德。
個性沉默寡言，不太擅長表達自己的感情。也因為如此，在阿葛莉娜來到柯謝爾德的初期造成不少誤會，但是在馬傑爾的幫助之下改善不少。火龍們都以「老爹」稱呼他。伊弗洛夫這個名字是繼承自他自己的爺爺，西慕王國的名劍匠。
阿葛麗娜（聲優：野中藍）
實習火龍術士，也是伊弗洛夫的獨生女，出生於西慕王國（セーム）。個性及外表都像母親，父親失蹤後，由四處旅行的母親獨力扶養長大。原本對父親的事情一無所知，母親死後知道父親的工作之後，便跟著一同來到柯謝爾德，並在其門下學習龍術。如同其他的火龍術士，她也是個超級路痴。
個性急躁，愛恨分明。在剛來到柯謝爾德的期間時常跟火龍們吵架，不過有越吵感情越好的感覺。初期對馬傑爾有戀愛的感覺，不過對方過度遲鈍所以至今仍毫無結果。
梅歐
伊弗洛夫的一號龍，也是下一任火龍族長。個性豪放、熱血但有點暴躁，是個典型的火龍族少年。毅力強大，能夠克服一般火龍族所害怕的水或是冷的東西（甚至還會做雪人……）。也是少數比較沒那麼路痴的火龍，但是在太過於複雜的地點(例如森林或遺跡)或走夜路還是會迷路。興趣是陶藝，但是審美觀跟一般人似乎有所差異，水龍族的力力克因為時常批評他的作品而慘遭痛打。意外的是他非常喜歡甜食，特別是麥芽糖。
莉達（聲優：福原香織）
伊弗洛夫的二號龍（原三號龍）。活潑的女孩子，跟阿葛莉娜是越吵感情越好的象徵，並且把她當作親姊姊一樣的看待。擅長玻璃工藝。
曼若
伊弗洛夫的三號龍。一直都很有精神的男孩子。興趣是黏土工藝，也喜歡鍛造治鐵。
蘇悟
伊弗洛夫的四號龍。跟莉達、曼若一樣活潑有精神的女孩子。
蕾麗
火龍術士伊弗洛夫的原二號龍，相當爽朗的女孩子，因為意外受到重傷而回龍之鄉養傷，就一直沒回柯謝爾德，直接在族裡成長到成年龍。伊弗洛夫去接阿葛麗娜時，蕾麗也做為族裡代表隨行。子龍物語時期受到邀請向族裡請了長假，回到柯謝爾德陪伴大家直到火龍家交接為止。
費娜
火龍術士伊弗洛夫之妻，在馬車翻覆意外中過世。是伊弗洛夫家旁鐵器店的女兒，兩人是從小一塊長大的青梅竹馬，伊弗洛夫迷路時只有費娜能把他找回來。夫妻倆於某次大吵一架後，伊弗洛夫離家出走，但這其實是費娜想避免伊弗洛夫被強行徵召參與國家戰爭，故意隱瞞已經懷孕的事實並趕他離開。戰爭結束後，費娜生下阿葛麗娜，做起鐵器行腳商，到處旅行尋找丈夫，與丈夫重逢後為其保守秘密，連對女兒都沒透露過關於爸爸的消息。

### 木龍家
加迪歐（聲優：三木真一郎）
木龍術士，初夏誕生於夷洱‧雷涅斯精靈術士國。幾乎甚麼事都會，包括家事、種田甚至於釀酒、織布、裁縫樣樣都行，因此被稱為萬事通。因為能力太強所以時常把別人的工作攬在自己身上（作者曰：器用貧乏）。
原本是精靈術士，在17歲的時候因為看不下去自己同行壓榨精靈的作法而私自放走被抓的精靈，因而被術士公會所驅逐；在那之後就被葉佳德黎娜帶到柯謝爾德繼承半年前過世的木龍術士。是極少數擁有一個以上輔佐龍的術士，對於要一次取兩個名字這件事曾經感到非常困擾。
對於小木龍們的惡作劇時常感到很頭痛，但是他們也是自己不可或缺的家人。與米流同年同月同日生，因此是幾乎無話不談的好友。與馬傑爾是同鄉，而且在容貌跟個性上意外的有不少共通之處。
諾茵（聲優：松本彩乃）
加迪歐的一號龍，與羅伊是指卵為婚的未婚夫妻，兩人時常同時行動。興趣是跟羅伊一起用龍術製造有特殊效果的植物或是水果來惡作劇，因此老是惹加迪歐生氣。在家裡四處偷藏龍術研究的筆記本，但是藏的技巧並不是非常好，也曾經被加迪歐說居然不會用木龍術藏東西或找東西。
羅伊（聲優：鈴木千尋）
加迪歐的二號龍，與諾茵是指卵為婚的未婚夫妻，下一任的木龍族守衛長。頭腦在輔佐龍當中是數一數二的，興趣是用龍術製造奇怪的植物，夢想是在南方的海島建立植物的研究中心，因此對於龍族跟加迪歐將他選為次任守衛長的決定頗有微詞。基本的龍術與諾茵一樣並不是很好，可是製造奇怪植物的高階龍術卻相當不錯。
奇尼
加迪歐的三號龍，短髮、有點男孩子氣的女孩子。興趣是盆栽。
可萊娜
加迪歐的四號龍，長髮的女孩子。
洛特
加迪歐的五號龍，目前還是幼龍的男孩。

### 光龍家
莫琳
光龍術士，初冬誕生於雷奇島·雷奇國（レキ島·レキ國）。出身於具有龍族崇拜的宗教信仰的雷奇島，從小就以獻祭給龍族的巫女被撫養長大（莫琳即該地語言的「巫女」之意）。後來在快要死於島上的光龍族遺跡時，被外出辦事的拉斯斐勒與西歐利亞所救，之後便跟著來到柯謝爾德，並與拉斯斐勒結婚。
個性穩重，說話禮貌。做任何事情都是依照自己的步調前進，也因此讓自己的幼龍們非常憧憬。興趣是裁縫，時常親自製作衣服或圍裙給自己的幼龍（一般都是請山上的翼獸人製作）。
瑪莉斐勒
莫琳的一號龍，也是第二任輔佐龍。有禮貌而且做事積極的女孩。崇拜堅強的女性，在見過卡西與艾蕾的比試之後，便因為艾蕾的強悍而加入武術訓練，成為唯一一個接受武術訓練的女孩子。喜歡力力克。子龍物語後因為拉斯斐勒要專心當爸爸，於是接任成為輔佐龍。
法黎兒
莫琳的二號龍，綁著馬尾的女孩子。
賽優樂
莫琳的三號龍，也是目前柯謝爾德最年幼的光龍。其母親在送他過來柯謝爾德的過程中，曾經引發大騷動。
拉斯斐勒
前任光龍術士與莫琳的第一任輔佐龍，也是下一任的光龍族長。平常雖然冷靜，但是有時候會過於慌張。和其他的光龍族一樣，只要決定的事情就會勇往直前，也因此他不顧其他龍族的反對與莫琳結婚，並繼續留在柯謝爾德直到雷歐諾拉出生、約定等到小孩大一點後就回鄉。最害怕光龍族長跟賽優樂的母親寫信過來，不知為何對力力克相當有意見。
雷歐諾拉
拉斯斐勒與莫琳的小孩，物語版後期莫琳懷孕，於隔年初春出生，是女孩子。

### 暗龍家
梅莉亞
暗龍術士，初春誕生於夷洱·雷涅斯精靈術士國。曾經是魔人術士，在成為自己丈夫的魔人過世後與兒子威爾夫一同來到柯謝爾德，在那之後以自習的方式學習成為暗龍術士。對於馬傑爾與那達的近況極為關注。撫養的兩位幼龍均以「梅莉亞媽媽」稱呼她（似乎本來就打算把小暗龍當作未來的媳婦養所以才會用這種稱呼）。目前龍術士當中最為年長者，由於暗龍的力量過強，因此只有餘力同時扶養兩個暗龍。預計龍術士退休後與兒子住在一起。
拉琉珈（聲優：水橋香織）
梅莉亞的一號龍，短髮、沉默、無表情的少女。時常很冷靜的分析現況，說話通常只用最低限度的單字。事實上是個害怕寂寞的女孩，對於義兄威爾夫有著兄妹以上的感情（但是威爾夫本人似乎沒感覺到）。興趣是寫日記，未來的希望是「跟哥哥永遠在一起」 。目前正以成為威爾夫的郵差搭檔努力，準備考試和練習人化術。
艾麗榭（聲優：高橋美佳子）
梅莉亞的二號龍，長髮、沉默、無表情的女孩，但是在喜歡的人（ex:威爾夫和羅畢）面前時常露出笑容。目前跟羅畢正在交換日記。
威爾夫（聲優：檜山修之）
梅莉亞的兒子，初冬誕生的34歲青年。由於是人類與魔人的混血，因此外表年齡比實際年輕不少，平常都用帽子擋住額頭上的第三隻眼與頭頂的角，米流的兒時玩伴，對他而言是如同哥哥一般的存在。在某次事件之後加入郵政組合，成為專門負責柯謝爾德地區的郵差，也因為如此而常常不在家（不過在力力克的情書事件之後就比較常回家了）。無法使用龍術，但是會使用魔獸術當中的瞬間移動術。
德姆·法拉帝爾
原本為嘉爾海茲王國的天文學家，與妻子離婚後喝得爛醉倒在街上，就這麼被葉佳德黎娜帶到馬傑爾家門口。原本因為認為自己無法對家庭負責而不願意接受龍術士的任務，後來在龍術士們的勸說之下決定成為下一任的暗龍術士。喜愛天文，夢想是跟小暗龍普雷亞一起前往宇宙。
普雷亞
新暗龍術士德姆的一號龍，是暗龍的變種，身體虛弱，與一般暗龍不同的地方在於眼睛和頭髮的顏色呈灰色，而且人型態沒有翅膀，使用龍術就會發燒。多話，而且是個傲嬌。雖然常嘴硬說不需要龍術士幫忙，但事實上相當維護自己的龍術士，夢想是帶著自己的龍術士回到宇宙另一端的族人身邊。拉琉珈判別其變種屬於人化術特化。

### 其他的龍
西歐利亞（聲優：成田劍）
現任風龍族守衛長，葉佳德黎娜的輔佐龍，30歲(子龍物語時)。責任心強而且擅於照顧他人，但是因為控制不住脾氣所以外人看來是個急躁易怒而且行事囂張，被形容如同「暴風」一般的人。名字的來源為初代風龍王。
アルマ
葉佳德黎娜的二號龍。名字來源為第二代風龍王。
迪馬
葉佳德黎娜的三號龍。離開柯謝爾德之後在全世界流浪了十多年，最後因為受不了西歐利亞整天碎碎念而加入郵政組合，目前預定接手原本由威爾夫負責的柯謝爾德地區的郵政業務。名字來源為第三代風龍王。
諾榭
現任地龍副族長，奇里蘇的輔佐龍，30歲(子龍物語時)。個性如一般的地龍，但是特別容易因為不耐煩而發火，老是跟西歐利亞吵架。崇拜大地精靈克蕾貝兒，甚至說為了見她可以把工作放一旁、多等幾天也沒關係。
庫魯亞
現任木龍族守衛長，格葉儷的輔佐龍，64歲(子龍物語時)，也是三千年來擔任輔佐龍第二久的人。個性溫柔、容易鑽牛角尖，在苦惱的時候時常躲在森林裡面偷哭(西歐利亞時常拿這點取笑他)。擅長武術，在伊夫洛夫、艾蕾來到柯謝爾德之前是武術訓練的負責人。
貝爾蒂
水龍，ルギ的輔佐龍，21歲(子龍物語時)。個性快活，總是帶著滿臉笑容的女孩子。
雷蒂兒
火龍，ローダ的輔佐龍，26歲(子龍物語時)。即使在路痴很多的火龍族當中，也算是相當厲害的超級路痴級人物，基本上只要一個人離開火龍之里就會馬上失蹤。子龍物語中火龍家交接後，族裡來使的工作也轉交梅歐負責。
拉斯斐勒
前任光龍術士的輔佐龍，與現任光龍術士莫琳成婚而繼續留在柯謝爾德。詳見光龍家。
潔優雪
光龍，光龍家幼龍賽優樂的母親。當初曾是前任光龍術士輔佐龍的人選之一，因此對於擠掉她的拉斯斐勒具有敵對意識，因此一度不想把自己孩子交給莫琳而在柯謝爾德引發過大騷動。
多連
現任地龍族守衛長，在第三部子龍物語第8集中登場。個性古板頑固，是個是一板一眼的正經人士，但意外也有純情的一面。因維嘉讚許其多疑的性格正是盡其守衛的職責而臉紅。

### 精靈
卡西（聲優：寺島拓篤）
冬精靈，本體是世界最高峰的萬年雪，為了打響自己的名號而加入北極的冬軍。後來在柯謝爾德被馬傑爾打敗後，為了尋找再次決鬥的機會離開冬軍搬到柯謝爾德，目前寄住在芙勒婆婆家中。從前與山精靈愛德莉莎似乎是情侶，也與克雷蓓兒是舊識，但是在數千年前的長眠之後，之前的記憶都已經遺忘了，留下的只有對愛德莉莎的感情。也因為對山精靈的感情造成他有相當程度的戀婆婆情節……。有三個兄弟姊妹，都是在前身沉眠之後所分裂出來的，其中以卡西繼承萬年雪的『力量』，也擁有最多個人特質。
希
卡西的姊姊，萬年雪沉眠後分裂出來的四個兄弟姊妹之一，卡西的姊姊。個性是個膽小的愛哭鬼，擔心卡西而來柯謝爾德尋找他，卻不堪熱氣差點消失，之後被馬傑爾家所救，跟卡西一起長居在柯謝爾德。本身繼承萬年雪的『記憶』，因為清晰記得三千年前劇變的恐怖記憶而身受其苦。另外還有一位兄弟達普(タブ)及一位姊妹克絲(クス)，這兩位目前還留在世界最高峰。
布娜
北極的冬精靈，某天上街時對卡西一見鍾情，從此便自顧自地展開攻勢（卡西本人只覺得她很煩）。由於是貴族的關係，個性相當高傲，也不太聽別人講話。
庫如契
北極的冬精靈，布娜的哥哥。在北極的冬軍似乎佔有相當的地位。
倫多多
木精靈，與塔夫族的安特特一起住在馬傑爾家旁邊的地洞。幼年時曾經被馬傑爾家的幼龍所救。
靈蒂蒂
人間的精靈，原本是住在北方山脈的遺跡當中，在遺跡因為那達的力量而倒塌之後，藉由加迪歐的精靈術轉移至幼龍的秘密基地旁邊的小房子裡面。《子龍物語》第五集後馬傑爾家幼龍們開始幫忙在秘密基地上面重建新家讓靈蒂蒂居住，新居落成後幼龍們每天輪流過去打理及陪伴靈蒂蒂。《子龍物語》第八集末邀請醒月精靈柯娜（原為眠月精靈柯謝爾德）同住。
阿庫達椰翁
隸屬於夏軍的夏精靈，視卡西為永遠的競爭對手而不停挑戰，因跟卡西爭鬥時差點誤傷幼龍而被發怒的馬傑爾威脅，從此相當懼怕馬傑爾。因為這樣連帶在《子龍物語》時，常被馬傑爾家幼龍當成駝獸使喚。幼龍們因卡西的牢騷誤認其名字為「蟲」，其中水龍瑪達甚至直接在他面前用「蟲先生」叫他，頗傷他自尊，所以非常努力，希望水龍瑪達能記住名字和認可他。
克雷蓓兒
又被稱為水晶公主，為掌管南方的大地精靈。屬於高位精靈，也是最有智慧與知識的精靈，對於地龍族而言是他們極為崇敬的大賢者。在龍都時代曾經指導過無數的龍王龍術士，目前住在馬傑爾家地下室的翡洱麗就是其中之一。在龍都毀滅，光龍族離開大地之後，失望至極的她便在將龍都以土石掩埋後，於水晶窟當中陷入沉眠。在那之後，由於沉眠過久有消失的可能性，其身邊的小石頭精靈便去找光龍卡達使她清醒。是個嚴格的教育者，但是另一面則是喜歡幼龍的大姊姊，也不太喜歡地龍族對她那種過度恭敬的態度。與數千年前的卡西及愛德莉莎是舊識。因為沈睡太久，遺失不少記憶和力量。
伊樂貝克
旅月精靈。在世界各地旅行中，特別常出現在伊樂貝斯地區。在小時候遇到伊樂貝克的人，會得到月的法術資質。馬傑爾從河上順流而下的時候，就是她去通知葉佳德黎娜前來救他的。目前被封印在名為艾德華斯的青年體內，挑選葛蕾莉亞做為自己的精靈術士並授與月之力，現在最大的願望是以人類身分幸福的過完一生。三千年前因想回到司掌之地的月亮而需要眠月的力量，想呼喚眠月離開但都沒成功，於是兩個月精靈多次拉扯下屢屢引發天搖地動的災禍，因此後來精靈們稱他為『災の月』，被指責是三千年前毀滅柯謝爾德的元凶。
柯謝爾德
眠月精靈。始終沉眠在柯謝爾德，也是從古至今給予龍王月資質的精靈。偶爾會因為睡昏頭認錯人而造成人、龍跟其他精靈的神隱事件。《伊樂貝克的精靈術士》、《子龍物語》第六、七集中感受到伊樂貝克的力量而再度甦醒，並把葛蕾莉亞拖入夢境中，幸有馬傑爾及幼龍們搭救讓葛蕾莉亞免於被吞噬靈魂。後面被艾德華斯說服，了解伊樂貝克的真心後，滿足的再度陷入沉睡。不過事件過後因為柯謝爾德惦記著伊樂貝克說過要多注意周遭人事物互動的忠告，所以又多次出現在具有同樣月之力的馬傑爾家幼龍夢境裡探索，後面甚至以小女孩的姿態現身並移居到靈蒂蒂的家裡。因為已經醒來且名字已成地名，從幼龍們那取得新名字醒月精靈柯娜。
愛德莉莎
掌管世界最高峰的年老精靈。視前世為自己的情人的卡西為自己最喜愛的孫子。
書庫精靈
住在地龍家地下書庫的人間的黑衣精靈，熟記整個地下書庫的書，只要給一本新書就可以在書庫幫忙找尋一本書。相當愛護書籍，討厭火焰及所有會對書本有害的事物。書庫精靈居住的書庫迴廊，有多個暗門通道，目前已知可連接到火龍家倉庫、暗龍故鄉和附書庫的管理室，也有進入就無法返回的通道。
卷積雲
秋精靈。《子龍物語》第六集新任的秋之歌藝團團長，言行帶有歌舞風格。非常期待見到旅月精靈，誤傳旅月精靈要龍術士當精靈術士的消息，引起幼龍們的恐慌。

### 獸人
芙勒婆婆（本名：芙勒亞蒂拉）
尼亞吉斯族的獸人婆婆，常常過來幫忙照顧馬傑爾家的幼龍們。獨自居住於遠離尼亞吉斯族村落的湖邊小屋，現在把家裡閣樓提供給冬精靈卡西居住。有腰痛的老毛病，年紀雖大但好奇心旺盛，相當熟悉精靈方面知識，與冬將軍是舊識。
安特特
住在馬傑爾家旁地底洞穴的達夫族獸人，撿到木精靈幼靈後向馬傑爾家求助，與幼龍們協力撫養木精靈倫多多。
沃爾達
尼亞吉斯族的獸人小孩，也是尼亞吉斯族村長的兒子，三人組中帶頭的孩子王。常常把工作丟著、帶大家到處玩耍，有點粗暴魯莽，喜歡冒險但做事欠缺計劃，不過做錯事時勇於認錯，也很照顧其他年紀較小的孩子。在乘木筏渡河時結識水龍庫菈菈，現在常常一起玩。第1~2部名字翻為奧塔，第3部子龍物語時改翻沃爾達。
齊特
尼亞吉斯族的獸人小孩，常跟著奧塔一起行動到處玩耍，奧塔太衝動時負責阻止他。
吉利
尼亞吉斯族的獸人小孩，三人組中年紀最小。媽媽是垂耳種的尼亞吉斯族，所以吉利也是垂耳。平常都戴著帽子，有點愛哭。

### 過去的龍術士們
葉佳德黎娜（エカテリーナ）
前任風龍術士，米流和芙亞娜的母親。 從風龍術士退休後，於世界各地流浪、尋找被龍族趕走的丈夫，找到後隨即再婚。現在和丈夫一起在城鎮開雜貨店，同時也做為柯謝爾德對外的窗口，不斷在收集外界的情報。撿東西的高手，包括自己的一號龍、老公、養子、兒子的好友都是在自己到處溜躂的時候撿到的。似乎與旅月精靈伊樂貝克熟識，也常接受精靈請託。
梅爾許（メルシュ）
前前任風龍術士，葉佳德黎娜的母親，外表非常年輕的婆婆。也是當年幫忙居中斡旋讓拉斯斐勒留在柯謝爾德的人，現在與丈夫一起居住於風龍之里。
格葉孋（コゼリィ）
前任木龍術士，從小身體不好，被相信龍之傳說的父親帶到柯謝爾德，在那之後就成為木龍術士過完一生，埋葬於柯謝爾德。
奇里穌/吉利斯（ジリス）
前任地龍術士，也是勸導蘭巴爾斯成為地龍術士的人。將地龍術士的位置傳承給藍巴爾斯之後，便回到故鄉以學者的身分擔任老師。
ルギ
前任水龍術士，被貝兒蒂稱為「老爺爺」。
ローダ
前任火龍術士。

### 三千年前龍都時代相關人物
龍王的龍術士幽靈/本名：翡洱麗（フェルリ）
三千年前倒數第二位龍王的龍術士，負責培育暗龍王安傑多，育有一女。個性溫柔婉約，但大地精靈克蕾貝兒形容她是過於悠哉，甚至有點脫線。三千年前的魔族戰爭中意外身亡，導致暗龍王發狂而毀滅世界，之後連同棺木一起埋在於塔內，就是現今馬傑爾家居住的遺址。成為幽靈後，於暗龍王還在世時還會不時出來觀看遊走，暗龍王過世後就陷入沉睡，直到馬傑爾家幼龍們闖入墓室把她吵醒。不太會去提起三千年前的往事，現在最大的願望是在花田中與幼龍們快樂相處，守護他們成長。
魔族的幽靈/本名：洛茲・阿魯巴（ロズ・アルバ）
馬傑爾家地下室的魔族士兵幽靈，在三千年前戰爭中被困在塔內慘遭活埋。因此一開始相當忌憚龍術士及暗龍，相遇時曾對馬傑爾他們發動攻擊。而在馬傑爾家幼龍們及現今族人來信鼓勵之下，願意敞開心房，逐漸走出傷痛。後來在地下室的花田中跟龍王的龍術士幽靈和睦相處，以收到族人來信為樂。於眠月精靈事件中憑依於信件山中，轉化成信件的精靈。經由郵務工會幫忙，回到北方魔族之里的族人身邊。目前不時寫信過來柯謝爾德，也會幫忙郵務工會的工作。
安傑多（アゼット）
翡洱麗的輔佐龍，最初一任的暗龍王，也是柯謝爾德最後一任的龍王。小時候活潑愛笑，常對翡洱麗的女兒ラシェ求婚但屢屢遭拒。在翡洱麗死亡後發狂破壞半個世界，毀了柯謝爾德，也終結龍族及魔族的長期戰爭。之後一蹶不振，直到ラシェ成為他的龍術士才走出陰霾，長大後不顧眾人反對娶了ラシェ。
蘭雪（ラシェ）
翡洱麗的女兒，與暗龍王安傑多是一起長大的青梅竹馬，對於安傑多的求婚會毫不留情的吐槽，兩人常常鬥嘴。翡洱麗死亡後，她安撫了發狂的安傑多進而拯救世界免於毀壞，長大後繼任最後的龍王龍術士，並與安傑多成婚。
達克（ダグ）
翡洱麗的丈夫，也是負責孵化地龍蛋琉西納的地龍術士。身為龍都守衛長因為要抵禦外侮，常常不在家中，幾乎把琉西納全權託給妻子照顧。
琉西納（リュシーナ）
未孵化的地龍蛋，龍族長老們預定為暗龍王安傑多的未婚妻。但在柯謝爾德毀壞後，與翡洱麗的遺體一起埋在土中，過了三千年未孵化而死亡。就是魔法龍術士第二集中，翡洱麗拜託馬傑爾他們找出來的那顆地龍蛋。

### 伊樂貝克的精靈術士相關人物
。劇情時間軸接續子龍物語第5集，舞台移到柯謝爾德外界，描述體內寄宿精靈的少年及精靈術士少女一同尋找眠月精靈柯謝爾德的冒險故事。結尾接回柯謝爾德方面，子龍物語第6集之後改由柯謝爾德方的角色觀點來看待「イルベックの精霊術士」的劇情，並增補其故事細節。
艾德華斯（エトワス）
黑髮黑瞳的16歲少年，與精靈術士葛蕾莉亞相會後踏上尋找眠月精靈的旅途。心思細膩、觀察力敏銳，常暗地裡為他人著想，但個性衝動、欠缺社會經驗而容易輕率行事。小時候村裡流行瘟疫時家人相繼過世，自己也因傳染病而命在旦夕，藉由森林主人大樹精靈クルル的力量延續生命，之後由クルル撫養長大。傳染病癒後體質病弱，無法長時間勞動，一離開クルル的管轄範圍就發高燒，所以旅行中隨身攜帶クルル給予的治癒之枝。體內封印傳說會帶來災禍的月精靈，因為看到森林精靈為了持續治癒他而逐漸耗盡地力，不想再給クルル帶來負擔，打算自殺解放月精靈後把月精靈託給葛蕾莉亞，但被葛蕾莉亞拒絕並將他救起。喜歡葛蕾莉亞，凡事以葛蕾莉亞為優先考慮，但也因此曾威脅如果葛蕾莉亞出事的話就不惜用月之力毀滅這星球。現在最大的願望是跟葛蕾莉亞一起旅行，幫助葛蕾莉亞完成夢想。
體內封印旅月精靈伊樂貝克，從小聽聞精靈們背地裡談論關於旅月精靈會帶來毀滅世界之災禍的傳言，認為精靈們維持他的生命只是藉此困住伊樂貝克，所以對於這件事相當排斥。在被大地精靈マドリム封印時，從伊樂貝克的記憶中得知クルル他們的真正用意及伊樂貝克的真心，與伊樂貝克和解並接納了他。。在米流的教導下可以獨自使用月之力，但施術的負擔大，使用大型法術時還是需要葛蕾莉亞幫忙施法及分擔。
葛蕾莉亞（クレリア）
綠瞳及咖啡色長髮的16歲少女，初出茅廬的新手精靈術士，因為沒有精靈又被貶稱為「空籠術士」。個性溫柔善良、天真老實的老好人，常為幫助他人而奮不顧身。體格強健、行動迅速，運動能力比一般男子還高，可以輕鬆搬動重物或做沉重的勞力活，常常照顧或搬運昏倒的艾德華斯，讓艾德華斯感到難為情。旅行藝人出身，小時候由馬戲團撫養，在進入精靈術士學校就讀前，與馬戲團在世界各地巡迴表演，擅長滾球或走鋼索等雜耍。出身貧寒所以半工半讀，花了七年才完成精靈術士學業，非常喜歡精靈，因為不想把精靈關入籠內，寧願當空籠術士也不願去抓取他們，甚至會偷偷解放精靈們。在葉佳德黎娜介紹下接受了帶領艾德華斯尋找眠月精靈的工作，之後又接下維嘉的雇用而與他一同行動。對戀愛鈍感，但也有慢慢感受到艾德華斯的心意。其夢想是成為了不起的精靈術士後回到馬戲團。受到エトワス及旅月精靈的喜愛而被授予月之力，之後在米流的教導下逐漸熟練月之力的操作，幫忙分擔艾德華斯的施術負擔。眠月精靈事件解決後，答應直到成為偉大的精靈術士這個夢想達成前，都與艾德華斯繼續一起旅行。與加迪歐同是ロウズ校長的門下弟子，為同門師兄妹。
維嘉（ヴィーカ）
黑髮綠瞳的帥氣青年，相當有女人緣。擁有相當豐富的精靈及古代龍知識，是研究古代龍的學者。臉上常帶著微笑，個性開朗隨和，喜歡開玩笑，常常逗弄艾德華斯。頭腦聰明，擅長劍術並相當有膽識，對事情很快抓到重點並立刻謀畫策略，旅行中主要下決策的領頭人物。他繼承父母遺志尋找龍都柯謝爾德，因此雇用葛蕾莉亞她們一起前往馬德里姆溪谷遺跡調查。知道艾德華斯及葛蕾莉亞的祕密後，決定當起旅月精靈及其守護者的守護者，幫忙隱瞞月精靈的存在並擊退覬覦月精靈的追兵以保護兩人。非常怕高，對於在高空中飛行相當恐懼。事實上是女扮男裝的名門貴族千金，本名維安嘉・里歐迪爾（ヴィアンカ・リオティール），地龍術士藍巴爾斯的獨生女。初相識時米流誤打誤撞向她「求婚」，搞得維嘉面紅耳赤羞到不行，之後她就變得非常忌憚及在意米流。
伊樂貝克(イルベック)
擁有強大之力的月精靈，可以隨意操縱各種法術，也是精靈術士夢寐以求、爭相追捕的存在。:詳見伊樂貝克。
クルル
千年大樹的精靈，白色小羊外型的精靈，人類村莊毀滅後與森林裡的精靈們一同撫育艾德華斯，提供治癒之力維持艾德華斯的生命。對於艾德華斯相當過保護到溺愛的程度，十足笨蛋家長模樣。本來是想挑選葛蕾莉亞當艾德華斯的新娘，現在把艾德華斯託給葛蕾莉亞去尋找眠月精靈。經常藉由治癒之枝偷看艾德華斯的狀況或進入他的夢中對談，後期艾德華斯的能力提升後更常直接跑過來找艾德華斯，頻率高到讓艾德華斯抱怨連連。原型是綠眼綠髮的年輕美女，因為不想讓艾德華斯對自身認同感到混淆，希望他以後自己選擇要當人類還是精靈，所以在艾德華斯面前都保持小羊外型。而且森林裡的精靈大部分也都變化為動物外型模樣。原本是因為想封印伊樂貝克而延續艾德華斯的生命，了解伊樂貝克也想守護這星球的心願後，承諾會努力守護艾德華斯的生命，撫養他長大，讓他獲得幸福。
馬德里姆（マドリム）
西方大地精靈，居住在馬德里姆溪谷遺跡下的水晶宮，個性嚴肅頑固，事情容易多慮而往壞處想。主要管理西部的大地，而三千年前災變後接管被破壞的北方土地，但北方主要被精靈術士盤據而精靈守護之力不停流失，千年下來長期積勞而過於疲累，他已不堪負荷而常顯疲態，當心神混亂時會引發大規模的地震。三千年前傾慕卡雷納斯，認為伊樂貝克會給這世界及卡雷納斯帶來災禍而感到厭惡，一度想把伊樂貝克封印在地底下，現與艾德華斯和解。屬於大地精靈四兄妹之一，與大地精靈克雷蓓兒是姊弟。因為年輕盜賊團長グランレイック(地龍術士藍巴爾斯本名)與大哥同名，在移情作用下，常常暗地裡關注著藍巴爾斯一家，認識小時候的維嘉。會放棄封印伊樂貝克並與艾德華斯和解，也是維嘉從中幫忙說服的結果。
グランレイック
北方大地精靈，三千年前在暗龍王大肆破壞北方土地而受到重創，為了養傷而陷入沉睡，把北方土地託給馬德里姆看管。

## 用語

### 種族
人類
普遍分佈在這大陸上居住，具有法術資質者可以向同法術資質的龍族、魔獸或精靈等種族借取力量使用法術。目前人類社會以使用精靈術為主，龍族及魔獸已經銷聲匿跡，成為口耳相傳的傳說或崇拜的神話。柯謝爾德所在的大陸上可分為幾個主要的國家：
- 精靈術士國夷洱‧雷涅斯（イル．レネイス精霊術士國）：以精靈術士為政權主體的國家，敬重並積極培養精靈術士，全體國民在孩童時期檢查法術資質，具有法術資質者會被帶到精靈術士學校培育成精靈術士。
- 夷洱‧卡雷納斯王國（イル・カレナス王國）：原為精靈術士國夷洱‧雷涅斯的姊妹國，以礦產為主的小國家。因為精靈術士國的背叛而戰敗，最後一任女王下嫁給嘉爾海茲王，其領土及人民併入嘉爾海茲帝國。
- 嘉爾海茲帝國（カルヘーツ帝國）：大陸上最強盛的帝國，由嘉爾海茲王統領，積極的擴張領地而與邊境國家常有爭戰或衝突。長鴻出版的子龍物語第4集改翻『卡爾貝茲帝國』
- 西慕王國(セーム王國)：東邊靠海的國家，以礦產及製鐵工業為主，鑄造技術發達。
- 雷奇島‧雷奇國(レキ島‧レキ國)：在南海上的小島國，與外界隔絕，相信龍族存在並崇拜光龍，具有推舉龍族巫女將其活祭、藉以呼喚龍族的奇特信仰。當地將被當成活祭品獻祭的巫女統稱為"莫琳(モーリン)"

龍族
目前有風、火、水、地、木、光、暗等七族，其中光、暗為從宇宙過來這星球定居，被稱為天之二龍，風、火、水、地、木這五種是由這星球的月龍演化而來，被稱為地之五龍，而月龍這種族已經消失。過去龍族與人類合作建國定都於柯謝爾德，由各龍族長老選出龍王統領全龍族，是龍族最興盛的時期。柯謝爾德因為與魔獸的戰爭毀滅後，各族放棄建國，紛紛各自離開柯謝爾德，到世界各地定居，遠離人群，而其中光龍族全體移居到月亮上，暗龍族留下許多龍蛋後全族朝向宇宙旅行、離開了這星球，所以目前除了柯謝爾德之外，這星球已無暗龍族。不過在第三部子龍物語中暗龍族有連繫柯謝爾德，要準備回來這星球並送來新的龍蛋。
精靈
大陸上次於人類後數量較多的種族，大部分具有人形外貌，但在外傳中有可以轉變成動物型態。從司掌的自然之地或人類物品長年孕育而生，少數也由古老的靈魂憑依物體而轉化成精靈。由人類物品產生或靈魂憑依轉化的精靈被稱為『人間的精靈(人間の世の精霊)』，人間的精靈外表漆黑，又被稱為『黑精靈』。這種精靈喜歡親近人類，甚至會奪取人類身軀想轉變成人，而一般自然產生的精靈大部分都相當討厭人間的精靈。精靈的外表是經由力量累積而成長，外表越接近人類型態或外貌年紀越大者，其力量越強。精靈幾乎都不會離開力量來源的司掌之地，如果強行把精靈拉離司掌之地，太過弱小的精靈可能會死亡，而其司掌之地會崩毀或衰竭。
魔獸
野獸般的外表的非人種族，為獸人族中具有法術的特殊族群。可藉由人化術變成人類外表，具有人形外貌者被稱為「魔人」。三千年前魔獸族群興盛，因渴求力量常跟龍族搶奪術士而長期對立，兩族群征戰不斷。而柯謝爾德最後一任暗龍王因自己的龍術士被殺而發狂，毀滅大半世界也毀了魔獸族，終結了戰爭。那次浩劫後魔獸族群數量大為消退，一度滅絕，目前只剩大陸北方的荒地還有少數魔獸族群定居。
獸人
具有動物特徵的半人種族，幾乎不會法術，大部分的族群都遠離人群，或者定居在柯謝爾德生活，做為交換會幫忙柯謝爾德的龍術士及幼龍的生活起居，或以物易物跟龍術士換取法術道具。
目前居住於柯謝爾德的獸人族：
- 尼亞吉斯族(ニアキス族)：具有犬特徵的犬獸人族。生活以耕作及畜牧為主，村落定居在湖邊，可再細分為垂耳種及立耳種，立耳種族群以農業為主，垂耳種族群以畜牧為主。
- 古藝族(グイ族)：擁有翅膀的鳥獸人族，可飛翔。定居在庫拉格山的山頂，以紡織為業，柯謝爾德的龍術士及幼龍的衣服都交由他們製作。
- 達夫族(ターフ族)：身型矮小、具有毛茸茸的身軀及尖銳爪子，平常挖掘洞穴都居住於地底，大多離群獨居，就算同族也很少群聚成村落。擅長木工，提供柯謝爾德內居民的所有木製品及家具。
- 水獸人族(ハイネリ族)：具有腮及魚鱗，居住在柯謝爾德的地底湖，村落長年見不著光，主要依靠微光燈玉或光龍術提供照明。

### 術士
龍術士
術士向龍族借取力量而使用法術，法術主體以龍為主，術士為輔，主導權是在龍族。做為交換，會幫龍族撫養幼龍，教導幼龍學習及控制法術。過去龍與龍術士共同構築了龍之都柯謝爾德，但在柯謝爾德因為戰爭毀滅後，龍及龍術士盡數離開柯謝爾德。現今龍族決定各族只能有一位龍術士，所以柯謝爾德主要有七位龍術士傳承，馬傑爾因擁有八種資質而破例當了第八位。
魔獸術士
術士向魔獸借取力量而使用法術，法術主體以魔獸為主，術士為輔，但法術資質判定跟龍術士系統不太相同。魔獸過去相當渴求術士，甚至不惜與龍族爭戰搶奪人才，但現在魔獸數量稀少並隱居於北方荒地，魔獸術士近乎是絕跡狀態。
精靈術士
人類社會中最主要的術士系統，在精靈術士國還有專門的精靈術士學校做完整的培育及訓練。術士是向精靈借取力量而使用法術，但跟龍術或魔獸術不同，法術主體是以術士為主，精靈為輔，精靈術士握有主導權，會將精靈關在精靈籠內拿取精靈力量施法，甚至可以強迫或壓榨精靈的力量，將精靈拉離司掌之地，逼迫精靈服從。當精靈的力量被消耗殆盡時精靈就會死去，所有精靈都相當討厭或怨恨精靈術士。而精靈術士系統是從龍術士系統演變而來，由當初背叛龍族的前龍術士發明，進而導致龍都毀滅，所以龍族也非常忌諱精靈術士，基本上除了人類之外的非人種族都不喜歡跟精靈術士來往。

## 出版書籍
台灣中文版由長鴻出版社代理出版，另外日本所發行之單行本漫畫皆附有裏封，而長鴻代理的中文單行本則將裏封移至書末附錄。
魔法龍術士
- 單行本

| 集數 | 創美社        | 創美社             |
| 集數 | 發售日期      | ISBN               |
| ---- | ------------- | ------------------ |
| 1    | 2001年4月25日 | ISBN 4-420-17029-8 |
| 2    | 2002年3月25日 | ISBN 4-420-17038-7 |
| 3    | 2003年3月25日 | ISBN 4-420-17046-8 |
| 4    | 2004年1月28日 | ISBN 4-420-17055-7 |

- 新裝版

| 集數 | 一迅社        | 一迅社                 | 長鴻出版社     | 長鴻出版社           |
| 集數 | 發售日期      | ISBN                   | 發售日期       | EAN                  |
| ---- | ------------- | ---------------------- | -------------- | -------------------- |
| 1    | 2007年1月25日 | ISBN 978-4-7580-5268-9 | 2002年6月18日  | EAN 471-0765-16728-8 |
| 2    | 2007年2月24日 | ISBN 978-4-7580-5272-6 | 2003年6月26日  | EAN 471-0765-17521-4 |
| 3    | 2007年3月24日 | ISBN 978-4-7580-5276-4 | 2003年10月21日 | EAN 471-0765-17849-9 |
| 4    | 2007年4月25日 | ISBN 978-4-7580-5283-2 | 2004年9月6日   | EAN 471-0765-18808-5 |

- 文庫版

| 集數 | 一迅社        | 一迅社                 |
| 集數 | 發售日期      | ISBN                   |
| ---- | ------------- | ---------------------- |
| 1    | 2015年5月25日 | ISBN 978-4-7580-3052-6 |
| 2    | 2015年6月25日 | ISBN 978-4-7580-3068-7 |

龍術士物語（コーセルテルの竜術士物語）
- 單行本

| 集數 | 一迅社         | 一迅社                                                  | 長鴻出版社     | 長鴻出版社           |
| 集數 | 發售日期       | ISBN                                                    | 發售日期       | EAN                  |
| ---- | -------------- | ------------------------------------------------------- | -------------- | -------------------- |
| 1    | 2004年12月25日 | ISBN 4-7580-5113-5                                      | 2010年11月16日 | EAN 471-3469-35612-5 |
| 2    | 2005年8月25日  | ISBN 4-7580-5173-9                                      | 2010年11月19日 | EAN 471-3469-35640-8 |
| 3    | 2006年3月25日  | ISBN 4-7580-5217-4                                      | 2010年12月18日 | EAN 471-3469-35722-1 |
| 4    | 2006年11月25日 | ISBN 4-7580-5258-1                                      | 2011年3月4日   | EAN 471-3469-35806-8 |
| 5    | 2007年7月25日  | ISBN 978-4-7580-5297-9                                  | 2011年4月21日  | EAN 471-3469-35881-5 |
| 6    | 2008年4月25日  | ISBN 978-4-7580-5344-0                                  | 2011年5月25日  | EAN 471-6814-19074-0 |
| 7    | 2008年12月25日 | ISBN 978-4-7580-5385-3                                  | 2011年8月16日  | EAN 471-6814-19235-5 |
| 8    | 2009年7月25日  | ISBN 978-4-7580-5412-6 ISBN 978-4-7580-5413-3（限定版） | 2011年9月2日   | EAN 471-6814-19338-3 |

- 文庫版

| 集數 | 一迅社         | 一迅社                 |
| 集數 | 發售日期       | ISBN                   |
| ---- | -------------- | ---------------------- |
| 1    | 2015年7月25日  | ISBN 978-4-7580-3099-1 |
| 2    | 2015年8月25日  | ISBN 978-4-7580-3109-7 |
| 3    | 2015年9月25日  | ISBN 978-4-7580-3118-9 |
| 4    | 2015年10月24日 | ISBN 978-4-7580-3127-1 |

魔法龍術士～子龍物語～（コーセルテルの竜術士〜子竜物語〜）
| 集數 | 一迅社         | 一迅社                                                  | 長鴻出版社     | 長鴻出版社             |
| 集數 | 發售日期       | ISBN                                                    | 發售日期       | EAN / ISBN             |
| ---- | -------------- | ------------------------------------------------------- | -------------- | ---------------------- |
| 1    | 2010年7月24日  | ISBN 978-4-7580-5511-6 ISBN 978-4-7580-5512-3（限定版） | 2012年10月20日 | EAN 471-5409-85387-9   |
| 2    | 2011年1月25日  | ISBN 978-4-7580-5581-9                                  | 2014年1月18日  | EAN 471-5409-86256-7   |
| 3    | 2011年10月25日 | ISBN 978-4-7580-5657-1                                  | 2015年4月18日  | EAN 471-5409-86866-8   |
| 4    | 2012年5月25日  | ISBN 978-4-7580-5706-6                                  | 2016年6月2日   | EAN 471-5409-87653-3   |
| 5    | 2013年2月25日  | ISBN 978-4-7580-5785-1                                  | 2016年7月5日   | EAN 471-5409-87654-0   |
| 6    | 2015年1月24日  | ISBN 978-4-7580-5986-2 ISBN 978-4-7580-5987-9（特裝版） | 2017年9月14日  | EAN 471-3006-54099-4   |
| 7    | 2015年10月24日 | ISBN 978-4-7580-3124-0                                  | 2018年2月8日   | EAN 471-3006-54138-0   |
| 8    | 2016年5月25日  | ISBN 978-4-7580-3192-9                                  | 2018年11月14日 | EAN 471-3006-54187-8   |
| 9    | 2017年3月25日  | ISBN 978-4-7580-3264-3                                  | 2019年7月3日   | EAN 471-3006-54221-9   |
| 10   | 2017年12月25日 | ISBN 978-4-7580-3325-1 ISBN 978-4-7580-3326-8（特裝版） | 2021年2月4日   | EAN 471-3006-54258-5   |
| 11   | 2018年7月25日  | ISBN 978-4-7580-3370-1                                  | 2021年4月7日   | ISBN 978-986-504-764-1 |
| 12   | 2019年2月25日  | ISBN 978-4-7580-3420-3                                  | 2021年8月20日  | ISBN 978-626-005-688-9 |
| 13   | 2019年11月25日 | ISBN 978-4-7580-3474-6                                  | 2022年1月14日  | ISBN 978-626-006-266-8 |
| 14   | 2020年11月25日 | ISBN 978-4-7580-3562-0 ISBN 978-4-7580-3563-7（特裝版） | 2022年2月10日  | ISBN 978-626-006-292-7 |

### 相關書籍
皆由一迅社發行。
- 魔法龍術士導讀手冊（コーセルテルの竜術士ガイドブック）

2011年10月25日發售、ISBN 978-4-7580-5657-1
- 七星與月亮 柯謝爾德插畫集（ななつの星とお月さま コーセルテルのイラスト集）

2014年7月30日發售、ISBN 978-4-7580-5940-4

## 外部連結
- （日語）
- （日語）http://www.ichijinsha.co.jp/ （页面存档备份，存于）
- （日語）